# Biville-la-Rivière
Biville-la-Rivière är en kommun i departementet Seine-Maritime i regionen Normandie i norra Frankrike. Kommunen ligger i kantonen Bacqueville-en-Caux som tillhör arrondissementet Dieppe. År 2022 hade Biville-la-Rivière 104 invånare.

## Befolkningsutveckling
Antalet invånare i kommunen Biville-la-Rivière
| Referens: INSEE |